# Liste der Kulturgüter in Ettiswil
Die Liste der Kulturgüter in Ettiswil enthält alle Objekte in der Gemeinde Ettiswil im Kanton Luzern, die gemäss der Haager Konvention zum Schutz von Kulturgut bei bewaffneten Konflikten, dem Bundesgesetz vom 20. Juni 2014 über den Schutz der Kulturgüter bei bewaffneten Konflikten sowie der Verordnung vom 29. Oktober 2014 über den Schutz der Kulturgüter bei bewaffneten Konflikten unter Schutz stehen.
Objekte der Kategorien A und B sind vollständig in der Liste enthalten, Objekte der Kategorie C fehlen zurzeit (Stand: 1. Januar 2023). Unter übrige Baudenkmäler sind zusätzliche Objekte zu finden, die im kantonalen Denkmalverzeichnis verzeichnet und nicht bereits in der Liste der Kulturgüter enthalten sind.

## Kulturgüter
| Foto | | Objekt                                                               | Kat. | Typ | Standort                              | Beschreibung |
| ---- | --- | -------------------------------------------------------------------- | ---- | --- | ------------------------------------- | --- |
| ja   | Datei hochladen · Wikidata zu Wauwilermoos (Egolzwil, Wauwil, Schötz, Ettiswil, Mauensee), paläolitisch-neolithische Ufersiedlungen (Q29522068) | Wauwilermoos, paläolitsch-neolithische Ufersiedlungen KGS-Nr.: 11748 | A    | F   | 644530 / 225500                       | Objekt liegt auf dem Gemeindegebiet von Ettiswil, Egolzwil (KGS-Nr. 3657), Mauensee (KGS-Nr. 11750), Schötz (KGS-Nr. 11761) und Wauwil (KGS-Nr. 9622). |
| ja   | Datei hochladen · Wikidata zu Katholische Kirche St. Maria und St. Stephan (Q29785549)                                                          | Katholische Kirche St. Maria und St. Stephan KGS-Nr.: 03665          | B    | G   | Dorf 20.1 643915 / 222276             | |
| ja   | Datei hochladen · Wikidata zu Sakramentskapelle (Q29785551)                                                                                     | Sakramentskapelle KGS-Nr.: 03666                                     | B    | G   | Schnarzen 1.1 643803 / 222450         | |
| ja   | Datei hochladen · Wikidata zu Schloss Wyher (Q2244283)                                                                                          | Schloss Wyher KGS-Nr.: 03667                                         | B    | G   | Schloss 1.1, 1.2, 1.3 644391 / 221395 | |
| BW   | Datei hochladen · Wikidata zu Kornspeicher Bisang / Bucher (Q29785550)                                                                          | Kornspeicher Bisang / Bucher KGS-Nr.: 03712                          | B    | G   | Kottwil, Dorf 2.5 645980 / 223540     | |
| BW   | Datei hochladen · Wikidata zu Einsiedlerhof (Q29785546)                                                                                         | Einsiedlerhof KGS-Nr.: 16150                                         | B    | G   | Dorf 18 643897 / 222201               | |
| BW   | Datei hochladen · Wikidata zu Friedhofkapelle der katholischen Kirche St. Maria und St. Stephan (Q29785547)                                     | Friedhofkapelle KGS-Nr.: 16151                                       | B    | G   | Dorf 20.2 643915 / 222304             | |
| BW   | Datei hochladen · Wikidata zu St. Annakapelle (Q29785553)                                                                                       | St. Annakapelle KGS-Nr.: 16152                                       | B    | G   | Schnarzenstrasse 6.1 643820 / 222446  | |
| BW   | Datei hochladen · Wikidata zu Kapellsigristenhaus (Q29785548)                                                                                   | Kapellsigristenhaus KGS-Nr.: 16153                                   | B    | G   | Schnarzenstrasse 6 643828 / 222436    | |
| BW   | Datei hochladen · Wikidata zu Bauernhof Schloss Wyher (Scheune, Kornspeicher) (Q29785545)                                                       | Bauernhof Schloss Wyher (Scheune, Kornspeicher) KGS-Nr.: 16154       | B    | G   | Weiherhushof 1.1, 1.2 644271 / 221351 | |
| BW   | Datei hochladen · Wikidata zu Schlosskapelle Schloss Wyher (Q29785552)                                                                          | Schlosskapelle Wyher KGS-Nr.: 16155                                  | B    | G   | Weiherhushof 1.9 644233 / 221332      | |
| BW   | Datei hochladen · Wikidata zu Chidli, römischer Gutshof und Silberschatz (Q119727554)                                                           | Chidli, römischer Gutshof und Silberschatz KGS-Nr.: 17135            | B    | F   | Kottwil, Chidliacher 646594 / 223752  | |
| BW   | Datei hochladen · Wikidata zu Stritrain, früh- und hochmittelalterliches Gräberfeld (Q119736178)                                                | Stritrain, früh- und hochmittelalterliches Gräberfeld KGS-Nr.: 17136 | B    | F   | Kottwil, Striterain 646032 / 223783   | |

## Übrige Baudenkmäler
| ID  | Foto |                 | Objekt                            | Typ | Standort                               | Beschreibung |
| --- | ---- | --------------- | --------------------------------- | --- | -------------------------------------- | ------------ |
| 28f |      | Datei hochladen | Speicher im Dorf                  | G   | Kottwil                                |              |
| 29  | BW   | Datei hochladen | Altes Schulhaus                   | G   | Kottwil, Gütschhalde 2 646022 / 223521 |              |
| 38  |      | Datei hochladen | Pfarrkirche Maria Himmelfahrt     | G   | Dorf                                   |              |
| 38a |      | Datei hochladen | Totenkapelle                      | G   | Dorf                                   |              |
| 49b |      | Datei hochladen | Balmhof                           | G   | Koordinaten fehlen! Hilf mit.          |              |
| 60  | BW   | Datei hochladen | Schulhof                          | G   | Surseestrasse 5 644001 / 222282        |              |
| 143 | BW   | Datei hochladen | Siebenschläferkapelle in Seewagen | G   | Kottwil, Seewagen 1.4 646171 / 224331  |              |
| 460 |      | Datei hochladen | Hochstudhaus in Zuswil            | G   | Kottwil                                |              |

Legende: Siehe Legende der Liste der Kulturgüter von nationaler und regionaler Bedeutung. Anstelle der KGS-Nummer wird als Objekt-Identifikator (ID) die Gebäudenummer im kantonalen Denkmalverzeichnis verwendet.